# Гейлард
Гейлард (нід. Hijlaard, фриз. Hilaard) — село в нідерландській провінції Фрисландія. Входить до муніципалітету Леуварден.
Його площа становить 4,92км², а населення станом на 2021 рік складало 295 осіб.
Перша згадка про населений пункт датується 1329 роком.

## Галерея

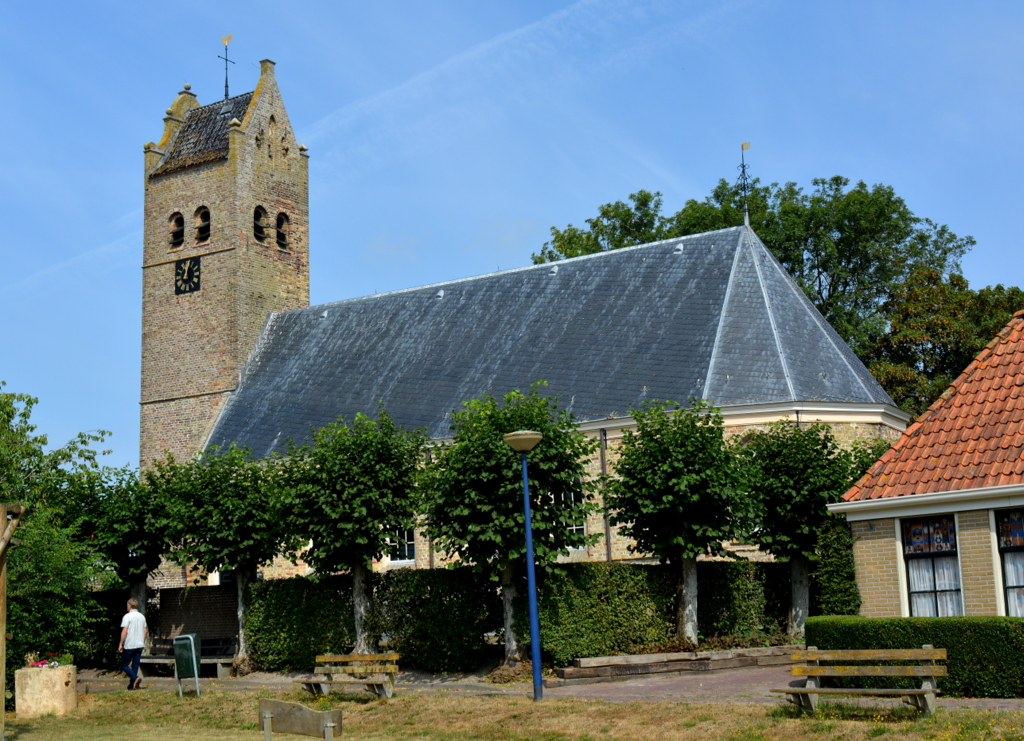
Баптистська система
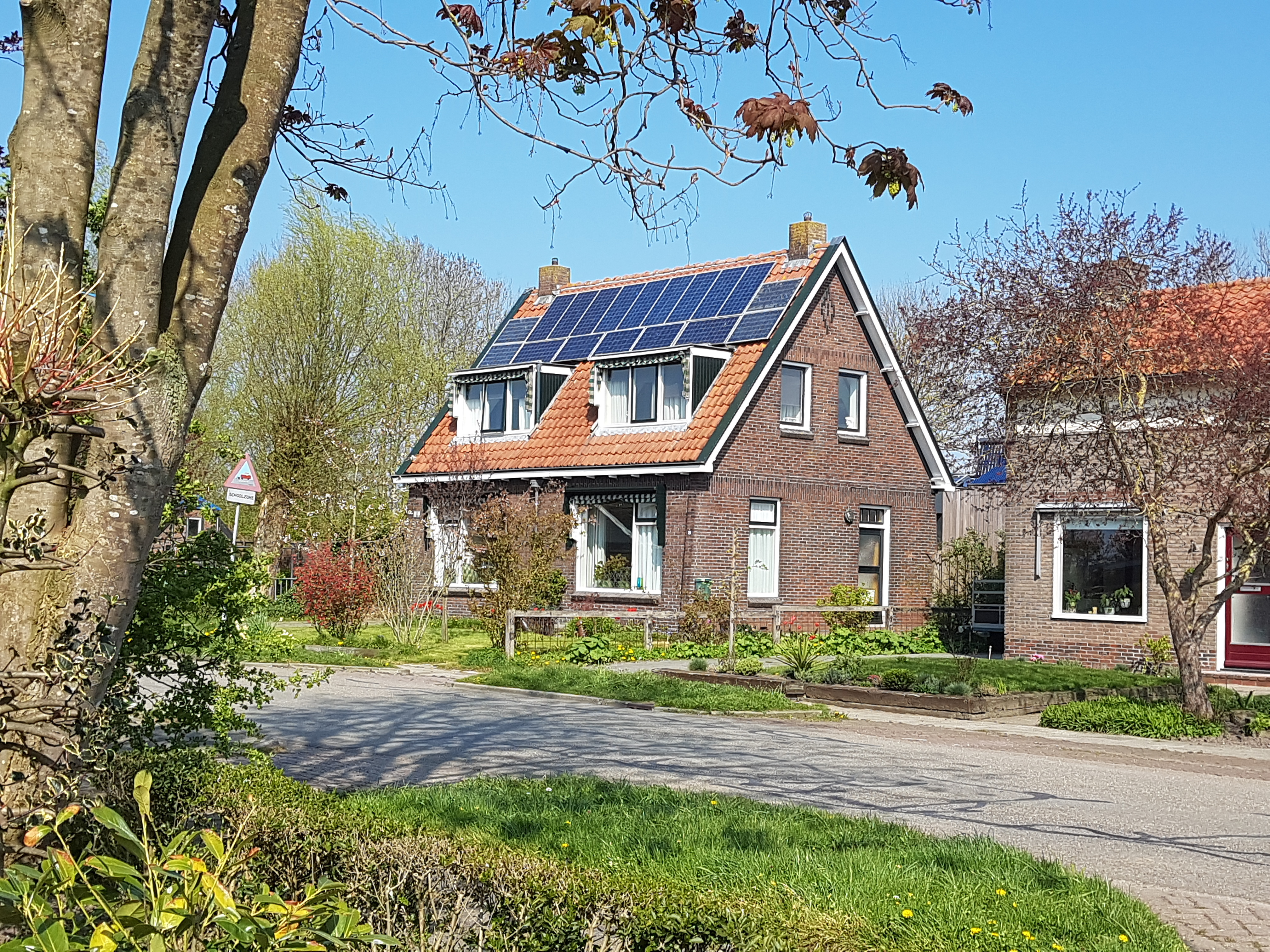
Будинок із сонячними панелями
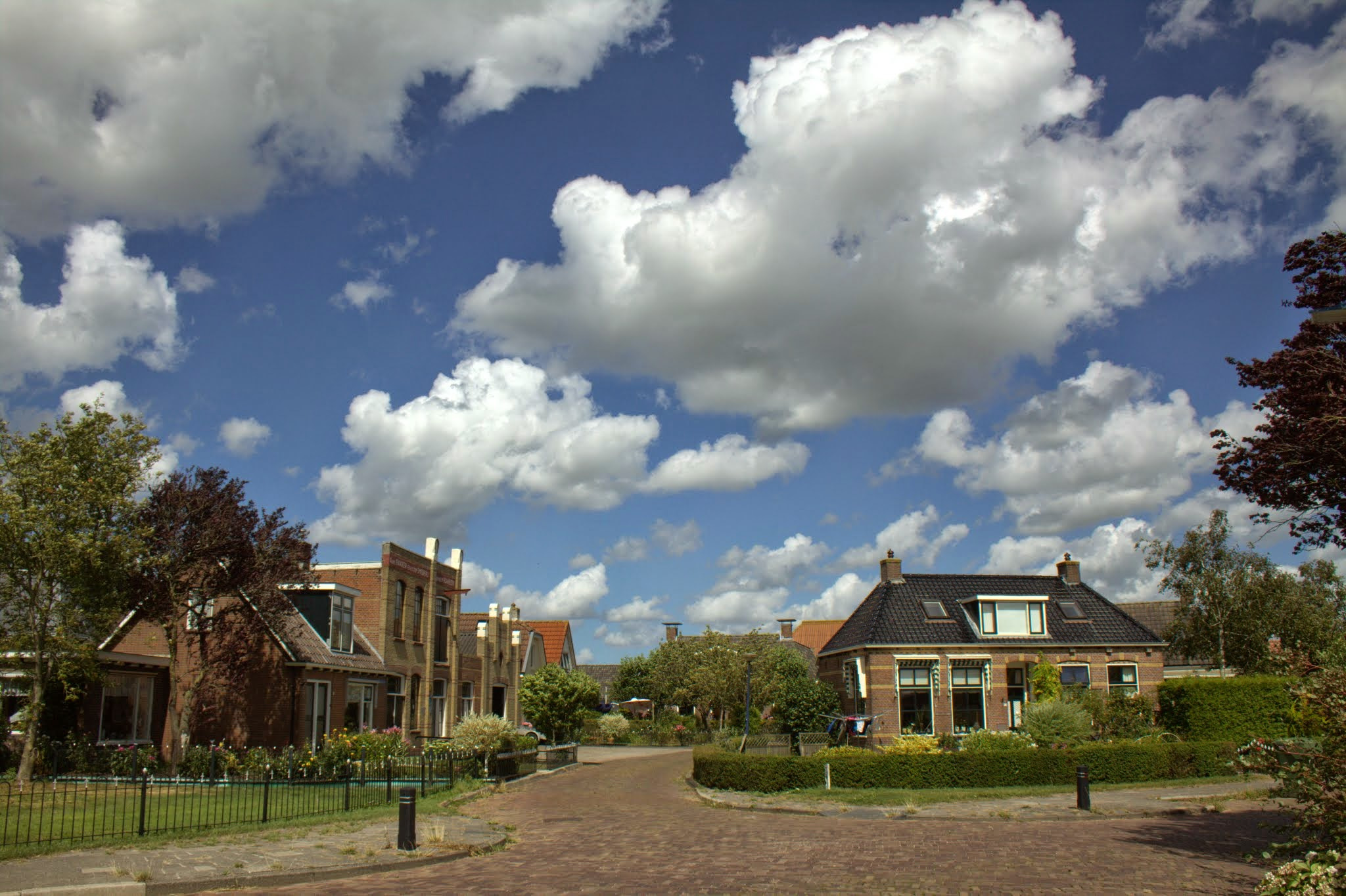
Сільська панорама
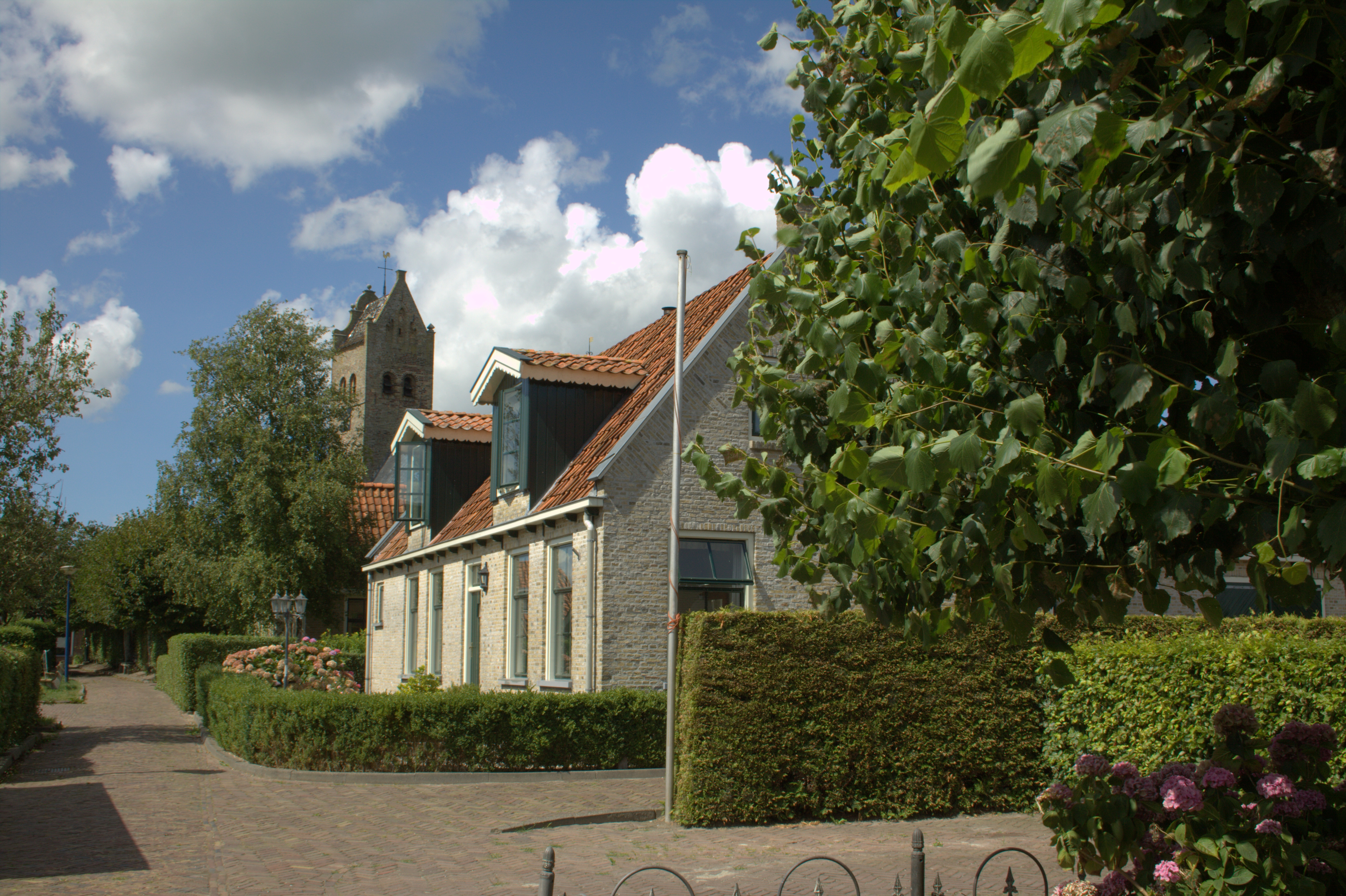
Сільська панорама